# Колушкинский район
Колушкинский район — административно-территориальная единица в составе Ростовской области РСФСР, существовавшая в 1934—1956 годах. Административный центр — слобода Колушкино, с 27 ноября 1938 года — слобода Ефремово-Степановка.

## История
В 1934—1937 годах район входил в Северо-Донской округ в составе Азово-Черноморского края.
13 сентября 1937 года Колушкинский район (с центром в слободе Колушкино) вошёл в состав Ростовской области.
Указом Президиума Верховного Совета СССР от 6 января 1954 года из Ростовской области была выделена Каменская область (с центром в г. Каменск-Шахтинский). Территория Колушкинского района вошла в состав Каменской области.
2 ноября 1956 года Колушкинский район был упразднён. Его территория вошла в Криворожский район.